# جو مانشين

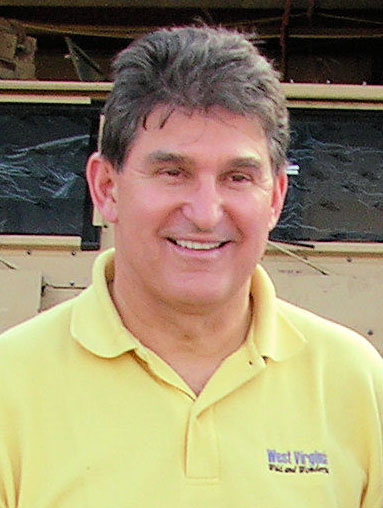
جو مانشين

وهو سياسي أمريكي ينتمي (الحزب الديمقراطي) ولد جو مانشين 24 أغسطس من سنة 1947 في ولاية فرجينيا الغربية حصل على درجة البكالوريوس في إدارة الأعمال من جامعة فرجينيا الغربية في عام 1970 وجو مانشين حاكم على ولاية فرجينيا الغربية منذ 17 يناير من سنة 2005.